# معركة البحيرة

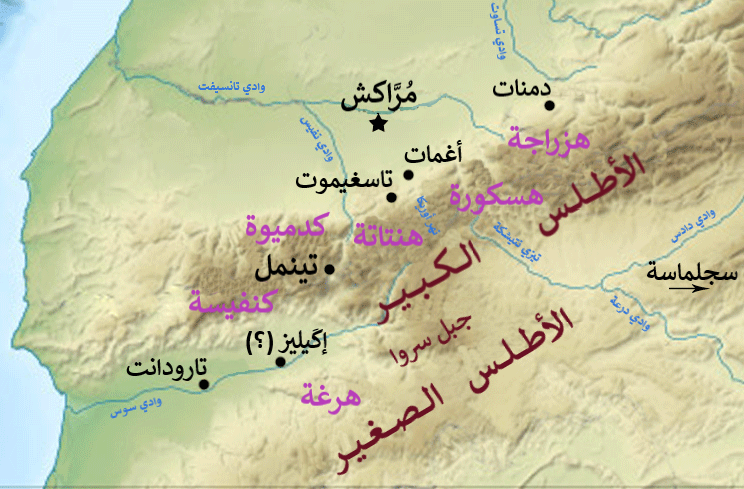
أهم القبائل المصمودية قرب مراكش

معركة البحيرة (البستان باللغة المحلية البربرية يسمى بالبحيرة) هي معركة وقعت سنة 524هـ ( 11 أبريل 1130م) بين أتباع مدعي المهدية محمد بن تومرت ويلقبون أنفسهم بالموحدين، وبين الدولة المرابطية وهي الدولة الحاكمة في المغرب الأقصى والأندلس. انتهت المعركة بانتصار المرابطين.

## الأحداث
القيادة العسكرية بالنسبة للموحدين بيد أهل العشرة بما فيهم عبد المؤمن بن علي الكومي وأبو حفص والبشير وغيرهم ..) وقد كانت الغلبة للمرابطين بل الأكتر من ذلك أن عدداً من هؤلاء العشرة لقوا مصرعهم ومن بينهم البشير الذي لمحه عبد المؤمن أنه قتل وقام بإخفاء جثته وقال للناجين من هذه المعركة بأن البشير قد رفع إلى السماء.
تعود بداية الصراع المسلح إلى سنة 517 هـ ، ومنذ ذلك التاريخ حقق جيش الموحدون الإنتصارات على جيش المرابطين واحدا تلو الآخر، ووصل الموحدون إلى مراكش عاصمة المرابطين وحاصروها، فخرج أميرهم علي بن يوسف بن تاشفين بنفسه على رأس جيش كبير واشتبك مع جيش الموحدين بالقرب من بستان كبير يقع أمام أحد أسوار مراكش، وفي 2 جمادى الأولى سنة 524هـ ـ 11 أبريل 1130م، وقعت معركة شديدة بين الجيشين انتهت بكارثة مروعة حلت على الموحدين إذ قتل فيها الجيش كله إلا أربعمائة فرد، وقتل معظم قادة الجيش، وكان مدعي المهدية ابن تومرت مريضًا وقتها، فلما سمع بأخبار الهزيمة الشنيعة ازداد مرضه حتى وافته المنية بعد ذلك بقليل.